# Östra Ny socken
Östra Ny socken i Östergötland ingick i Björkekinds härad, ingår sedan 1974 i Norrköpings kommun och motsvarar från 2016 Östra Ny distrikt.
Socknens areal är 52,01 kvadratkilometer, varv 51,81 land. År 2000 fanns här 356 invånare. Kyrkbyn Östra Ny med sockenkyrkan Östra Ny kyrka ligger i socknen. 

## Administrativ historik
Östra Ny socken har medeltida ursprung, före 1793 även med namnet Ny socken. Före 1593 utbröts Rönö socken.
Vid kommunreformen 1862 övergick socknens ansvar för de kyrkliga frågorna till Östra Ny församling och för de borgerliga frågorna till Östra Ny landskommun. Landskommunen inkorporerades 1952 i Östra Vikbolandets landskommun som uppgick 1967 i Vikbolandets landskommun och ingår sedan 1974 i Norrköpings kommun. Församlingen uppgick 2010 i Jonsbergs församling.
1 januari 2016 inrättades distriktet Östra Ny, med samma omfattning som församlingen hade 1999/2000.  
Socknen har tillhört samma fögderier och domsagor som Björkekinds härad. De indelta soldaterna tillhörde   Andra livgrenadjärregementet, Liv-kompaniet. De indelta båtsmännen tillhörde Östergötlands båtsmanskompani.

## Geografi
Östra Ny socken ligger på södra Vikbolandet invid Slätbaken. Socknen är en kuperad slättbygd med berg och branta stränder mot Slätbaken.

## Fornlämningar
Kända från socknen är boplatser från stenåldern, gravrösen från bronsåldern samt 22 gravfält, fyra kilometer av stensträngar och fyra fornborgar från järnåldern. Fyra runristningar är kända.

## Namnet
Namnet (1352 Nyäkyrkio sokn) menar 'den nya kyrkans socken'. Namnet Ny är belagd från 1300-talet. 1793 blev namnet Östra Ny det officiella.

### Fotnoter
1. 1 2  Svensk Uppslagsbok andra upplagan 1947–1955: Ny Östra Ny socken
2. 1 2  Harlén, Hans; Harlén Eivy (2003). Sverige från A till Ö: geografisk-historisk uppslagsbok. Stockholm: Kommentus. Libris 9337075. ISBN 91-7345-139-8
3. ↑  ”Församlingar”. Statistiska centralbyrån. https://www.scb.se/hitta-statistik/regional-statistik-och-kartor/regionala-indelningar/forsamlingar/. Läst 30 december 2022.
4. ↑  Ny&Typ=Alla&DatumFran=&DatumTill= Administrativ historik för Östra Ny socken (Klicka på församlingsposten). Källa: Nationella arkivdatabasen, Riksarkivet.
5. ↑  Om Östergötlands båtsmanskompani
6. ↑  ”Karta över västra Björkekinds härad från 1868”. Arkiverad från originalet den 13 april 2018. https://web.archive.org/web/20180413105804/https://kartavdelningen.sub.su.se/images/Ek/E/E-OstkindBjorkekind-v/openlayers.html. Läst 13 april 2018.
7. 1 2  Sjögren, Otto (1931). Sverige geografisk beskrivning del 2 Östergötlands, Jönköpings, Kronobergs, Kalmar och Gotlands län. Stockholm: Wahlström & Widstrand. Libris 9939
8. 1 2  Nationalencyklopedin
9. ↑  Fornlämningar, Statens historiska museum: Östra Ny socken
10. ↑  Fornminnesregistret, Riksantikvarieämbetet: Östra Ny socken Fornminnen i socknen erhålls på kartan genom att skriva in sockennamn (utan "socken") i "Ange geografiskt område"
11. ↑  Mats Wahlberg, red (2003). Svenskt ortnamnslexikon. Uppsala: Institutet för språk och folkminnen. Libris 8998039. ISBN 91-7229-020-X. https://isof.diva-portal.org/smash/get/diva2:1175717/FULLTEXT02.pdf